# جغتسو
جغتسو فيلم ياباني إخراج تاكيشي كيتانو، أصدر في 1990.

## قصة
ماساكي هو شاب يعمل في محطة للوقود، يحب لعب البيسبول وفريق النسور. دات يوم وهو ينضف سيارة من عضو عشيرة ياكوزا، تحصل مشادة كلامية معه، فيضربه ويكسر ذراعه.
لإنقاذ سمعة عشيرته، ويعود عضو الياكوزا بعد بضعة أيام لابتزاز صاحب محطة الوقود. قلق، ماساكي يحكي قصته لصديقه النادل، تاكيشي، الذي كان جزءا من عصابة قبل بضع سنوات.

## وصلات خارجية
- جغتسو على موقع IMDb (الإنجليزية)
- جغتسو على موقع روتن توميتوز (الإنجليزية)
- جغتسو على موقع نتفليكس (الإنجليزية)
- جغتسو على موقع ألو سيني (الفرنسية)
- جغتسو على موقع Turner Classic Movies (الإنجليزية)
- جغتسو على موقع أول موفي (الإنجليزية)
- جغتسو على موقع فيلمافينيتي (الإسبانية)
- جغتسو على موقع قاعدة بيانات الأفلام السويدية (السويدية)
- جغتسو على موقع قاعدة بيانات الفيلم (الإنجليزية)
- جغتسو على موقع ليتربوكسد (الإنجليزية)